# A' Chailleach (Monadhliath Mountains)
A' Chailleach är ett berg i Storbritannien.   Det ligger i Monadhliath Mountains i kommunen Highland och riksdelen Skottland, i den norra delen av landet, 700 km norr om huvudstaden London. Toppen på A' Chailleach är 930 meter över havet, eller 104 meter över den omgivande terrängen. Bredden vid basen är 3,0 km.
Terrängen runt A' Chailleach är huvudsakligen kuperad. Trakten runt A' Chailleach är nära nog obefolkad, med mindre än två invånare per kvadratkilometer. Närmaste större samhälle är Kingussie, 8,3 km öster om A' Chailleach. Omgivningarna runt A' Chailleach är i huvudsak ett öppet busklandskap.